# Feyner-Meister
Als Feyner-Meister wird  manchmal ein Holzschneider bezeichnet, der um 1480 in Schwaben tätig war. Der namentlich nicht bekannte Künstler erhielt diesen Notnamen nach seinen Arbeiten, die er für den schwäbischen Buchdrucker Conrad Feyner erstellte. Dieser hatte zuerst in Esslingen und dann ab 1479 in Urach seine Druckerei.
Die kunstvollen Holzschnitte des Feyner-Meisters und die oft großen nach dem Kupferstich-Alphabet des Meisters E.S. kopierten Initialen machen die von Feyner gedruckten Bücher zu bedeutenden Werken der Holzschnitt- und Druckkunst des 15. Jahrhunderts. Sie zeigen, dass zu dieser Zeit der deutsche Inkunabelholzschnitt seine Reife erlangt hatte.

## Werke (Auswahl)
Der Feyner-Meister hat Illustrationen zu folgenden von Feyner gedruckten Werke geschaffen
- Stern meschiah, apologetische Schrift des Petrus Nigri, gedruckt 1477 in Esslingen
- Weisheit der alten Weisen von Bidpai, gedruckt 1480 in Urach, erste illustrierte Ausgabe dieses populären Werkes mit indischen Fabeln
- Plenarium, deutsches Plenar, gedruckt 1481 in Urach, volkssprachliches Werk mit den Episteln und Evangelien des Kirchenjahres